# Кныш, Валентин Филиппович
Валентин Филиппович Кныш (20 сентября 1937, Комсомольск-на-Амуре, СССР — 4 марта 2022, Москва) — российский политический деятель, депутат Государственной думы Федерального собрания Российской Федерации второго и третьего созывов..

## Биография
Выпускник Комсомольского-на-Амуре педагогического института и Хабаровской Высшей партийной школы.

### Депутат Госдумы
Депутат Государственной думы Федерального Собрания РФ второго (1995—1999) и третьего (1999—2003) созывов.